# Carlos Gilberto Nascimento Silva
Carlos Gilberto Nascimento Silva (Campos dos Goytacazes, 12 juni 1987) – alias Gil – is een Braziliaans voetballer die bij voorkeur als centrale verdediger speelt. Hij verruilde Corinthians in januari 2016 voor Shandong Luneng. Gil debuteerde in 2014 in het Braziliaans voetbalelftal.

## Clubcarrière
Gil speelde in Brazilië bij Americano, Atlético Goianiense en Cruzeiro, dat hem in augustus 2011 voor drie miljoen euro verkocht aan het Franse Valenciennes. Na anderhalf jaar verliet hij de Ligue 1 en keerde hij terug naar zijn vaderland, waar hij een driejarig contract ondertekende bij Corinthians. Die club betaalde drieënhalf miljoen euro voor Gil.

## Interlandcarrière
Braziliaans bondscoach Dunga maakte op 19 augustus 2014 zijn selectie bekend voor oefeninterlands tegen Colombia en Ecuador. Daarin was Gil een van de nieuwe namen. In de oefenwedstrijd tegen Ecuador op 9 september 2014 (1–0 winst) maakte Gil zijn debuut in het Braziliaans voetbalelftal. In de laatste minuut van het duel verving hij Danilo. Dunga riep Gil in oktober 2014 opnieuw op, nu voor twee oefenduels tegen Argentinië (2–0) en Japan (4–0). In de wedstrijd tegen Japan begon hij in het basiselftal.